# Штаркенбург (Мозель)
Штаркенбург (нем. Starkenburg) — община в Германии, в земле Рейнланд-Пфальц.
Входит в состав района Бернкастель-Витлих. Подчиняется управлению Трабен-Трарбах. Население составляет 249 человек (на 31 декабря 2010 года). Занимает площадь 1,52 км².